# An Old Raincoat Won't Ever Let You Down
An Old Raincoat Won't Ever Let You Down är ett musikalbum av Rod Stewart. Albumet var hans debutalbum som soloartist och släpptes i november 1969 i USA (under titeln The Rod Stewart Album) och februari 1970 i Storbritannien. De amerikanska utgåvorna släpptes på skivbolaget Mercury Records och de europeiska på det då nya progressiva skivbolaget Vertigo Records. Ronnie Wood och Ian McLagan från The Faces medverkar på skivan och Keith Emerson gör ett gästspel på "I Wouldn't Ever Change A Thing". Stewart blandar på albumet akustiska arrangemang åt folkrockhållet med hårdrock. Skivan blev ingen stor kommersiell framgång, men musikkritker, till exempel Robert Christgau och Stephen Thomas Erlewine på allmusic har framhävt det som ett av Stewarts bättre album.

## Låtlista
(kompositörens efternamn inom parentes)
1. "Street Fighting Man" (Jagger/Richards)
2. "Man of Constant Sorrow" (Trad./Stewart)
3. "Blind Prayer" (Stewart)
4. "Handbags and Gladrags" (d'Abo)
5. "An Old Raincoat Won't Ever Let You Down" (Stewart)
6. "I Wouldn't Ever Change A Thing" (Stewart)
7. "Cindy's Lament" (Stewart)
8. "Dirty Old Town" (MacColl)

## Listplaceringar
- Billboard 200, USA: #139[2] (under titeln "The Rod Stewart Album")